# Reuss-Ebersdorf

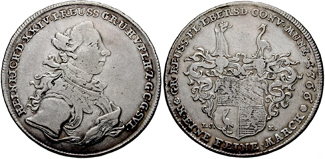
Tallero di convenzione del 1766 con Heinrich XXIV (1747–1779)

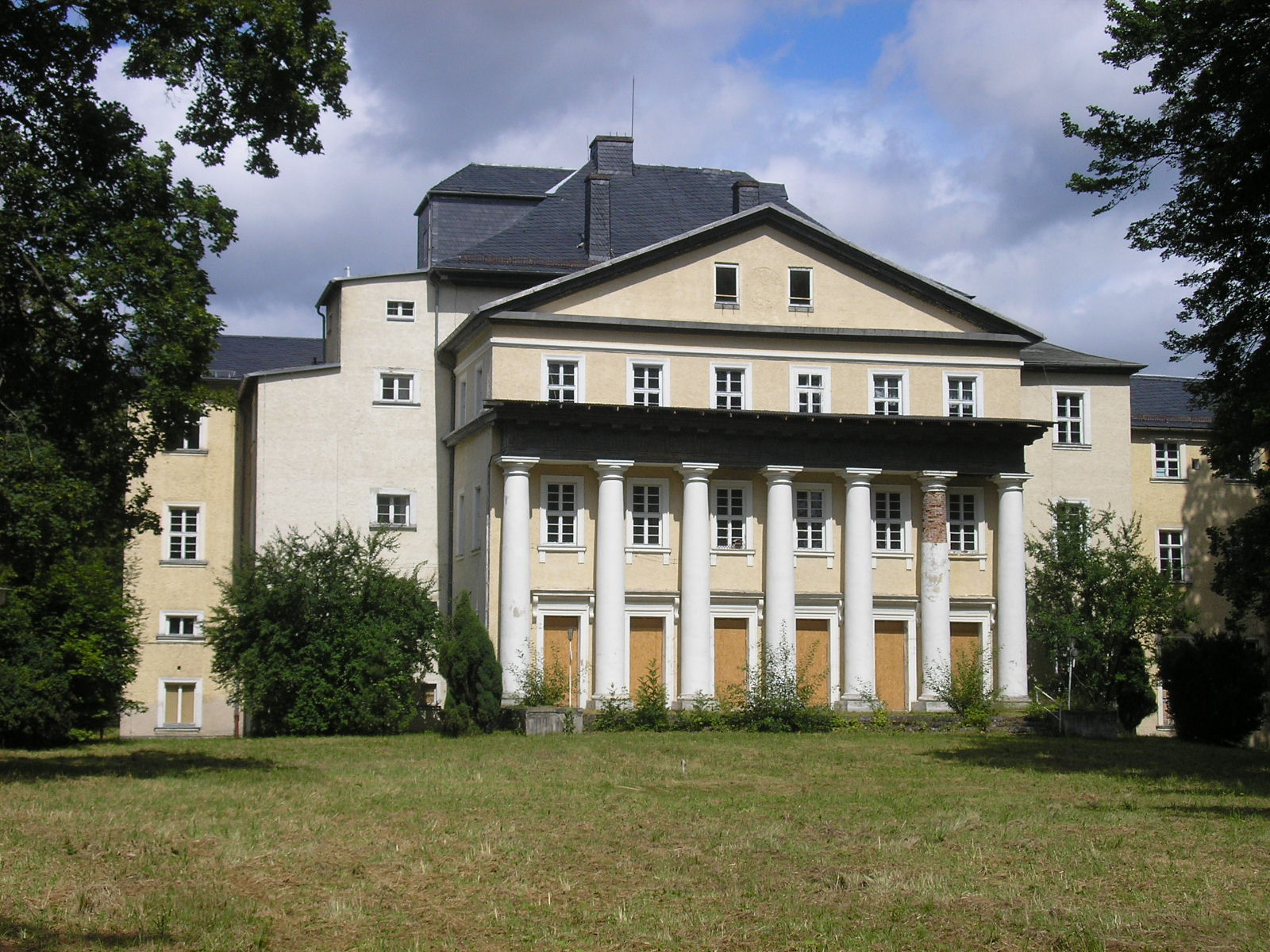
Residenza del castello di Ebersdorf, lato del parco

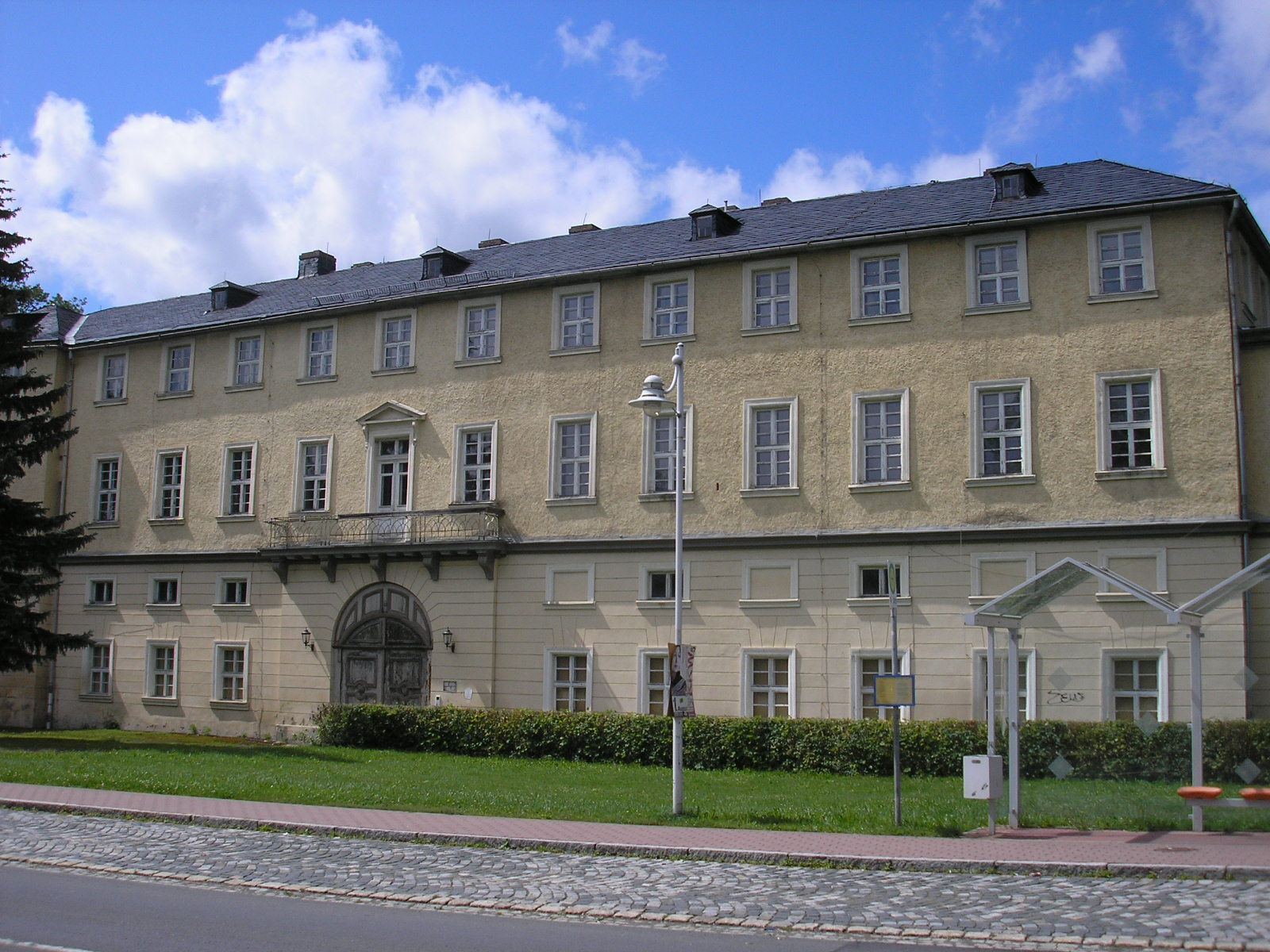
Residenza del castello di Ebersdorf, lato della strada

La contea di Reuss-Ebersdorf (in tedesco Reuß-Ebersdorf) emerse dopo diverse divisioni della linea cadetta di Reuss, così come la contea di Reuss-Hirschberg nel 1678 da una divisione della contea di Reuss-Lobenstein ed esistette fino al 1848.

## Storia
Ebersdorf divenne la capitale della contea. Viene menzionato per la prima volta in un documento nel 1401 come sede di un maniero. Con l'arrivo del conte Heinrich X Ebersdorf divenne una residenza. Il conte iniziò la costruzione di un castello, che venne sistematicamente ampliato sotto i suoi successori. Alla fine del XVIII secolo la facciata sud venne costruita in stile neoclassico. Inoltre venne avviata la realizzazione di un parco in stile francese.
Nel 1712 metà della contea di Hirschberg venne annessa a Ebersdorf, e nel 1824 la contea di Lobenstein, che era diventata un principato, fu annesso a Ebersdorf. Nonostante queste espansioni, il piccolo comprensorio, elevato anche a principato nel 1806, rimase un territorio che non superava i 24.000 abitanti in pochi chilometri quadrati e rappresentò quindi un tipico esempio di principato duodettino tedesco .
A causa dei legami familiari fra il conte Nikolaus Ludwig von Zinzendorf, il capo dei fratelli Moraviani e Enrico XXIX, nel 1732 e negli anni successivi si radunarono a Ebersdorf gruppi di emigranti dei Fratelli espulsi dalla Chiesa cattolica a causa della loro fede. Stabilirono il proprio insediamento nella contea e svilupparono una vivace attività sociale.
Nel 1806, durante la campagna contro la Prussia, l'imperatore Napoleone Bonaparte si stabilì temporaneamente nel castello di Ebersdorf. Il passaggio delle truppe francesi portò saccheggi e devastazioni nel Paese. Il principato si impoverì e riuscì a riprendersi solo lentamente.
Gli ultimi anni del principato furono piuttosto turbolenti. Enrico LXXII, scapolo, invitò la ballerina Lola Montez a Ebersdorf nel 1843. Capricciosa e arrogante, per diverse settimane si comportò in modo così incredibile che il principe dovette espellerla. Nel 1846 andò a Monaco e divenne l'amante del re Ludovico I, che dovette lasciare il trono a causa sua nella rivoluzione del 1848.
Nello stesso anno si verificarono disordini anche nel Principato di Reuss-Ebersdorf. Il popolo chiedeva libertà di stampa, rappresentanza popolare e magistratura indipendente. Il principe Heinrich LXXII abdicò e si ritirò nei possedimenti di famiglia in Sassonia. A causa della mancanza di discendenti, il principato passò a Reuss-Schleiz, che insieme a Reuss-Gera formò la linea cadetta Reuss.
Enrico XXVII, l'ultimo principe di Reuss della linea cadetta, riposa nella tomba progettata da Ernst Barlach nel parco del castello di Ebersdorf . Le quattro bare della sua famiglia furono trasferite nell'agosto 1931 dalla Bergkirche Schleiz, il luogo di sepoltura della Casa di Reuss. 

## Lista dei sovrani

### Conte Reuss di Ebersdorf (1678-1806)
- Enrico X (1678–1711)
- Enrico XXIX. (1711–1747)
- Enrico XXIV (1747–1779)
- Heinrich LI. (1779–1806), dal 1806 principe Reuss di Ebersdorf

### Principe Reuss di Ebersdorf (1806-1824)
- Heinrich LI. (1806-1822)
- Enrico LXXII. (1822–1824)

Vedi anche: Casa principesca di Reuss

### Principe Reuss di Lobenstein e Ebersdorf (1824-1848)
- Enrico LXXII. (1824–1848)